# Lathrolestes dentatus
Lathrolestes dentatus là một loài tò vò trong họ Ichneumonidae.